# Piłka nożna na Island Games 2011
Rozgrywki piłki nożnej na Island Games 2011 odbyły w dniach 26 czerwca – 28 czerwca i 30 czerwca – 1 lipca 2011 roku w Brading Town Football Club, Cowes Community Club, Cowes Sports Football Club, East Cowes Vics FC, Newport Football Club, Rookley FC na wyspie Wight. Wzięło w nich udział 25 reprezentacji z 16 krajów.

## Kalendarz
| G | Faza grupowa | Po | Play-off gr. D | P | Play-off o miejsca | ½ | Półfinały | F | Finał |

| Data → Konkurencja ↓ | Pon 26 | Wto 27 | Śro 28 | Czw 29 | Pią 30 | Pią 30 | Sob 1 |
| -------------------- | ------ | ------ | ------ | ------ | ------ | ------ | ----- |
| Turniej mężczyzn     | G      | G      | G      | Po     | P      | ½      | F     |
| Turniej kobiet       | G      | G      | G      |        | P      | ½      | F     |

## Medaliści
| Konkurencja      | Złoto           | Srebro    | Brąz       |
| Turniej mężczyzn | Wight           | Guernsey  | Jersey     |
| Turniej kobiet   | Wyspy Alandzkie | Wyspa Man | Grenlandia |

## Tabela medalowa
Tabela medalowa przedstawiała się następująco:
| Klasyfikacja medalowa |                 |       |        |      |       |
| Lp.                   | Kraj            | złoto | srebro | brąz | razem |
| 1.                    | Wight           | 1     | 0      | 0    | 1     |
| 1.                    | Wyspy Alandzkie | 1     | 0      | 0    | 1     |
| 3.                    | Guernsey        | 0     | 1      | 0    | 1     |
| 3.                    | Wyspa Man       | 0     | 1      | 0    | 1     |
| 5.                    | Grenlandia      | 0     | 0      | 1    | 1     |
| 5.                    | Jersey          | 0     | 0      | 1    | 1     |
|                       | Razem           | 2     | 2      | 2    | 6     |